# بسطة (غرناطة)
بسطة (بالإسبانية: Baza باثا) هي بلدية تقع في مقاطعة غرناطة التابعة لمنطقة أندلوسيا جنوب إسبانيا.

## الديموغرافيا
بلغ عدد سكان بلدية بسطة 22.092 نسمة عام 2011 (وفقاً للمعهد الوطني الإسباني للإحصاء).
| 20.685 | 21.336 | 20.926 | 22.220 | 22.718 | 23.359 | 22.092 |

## معرض الصور

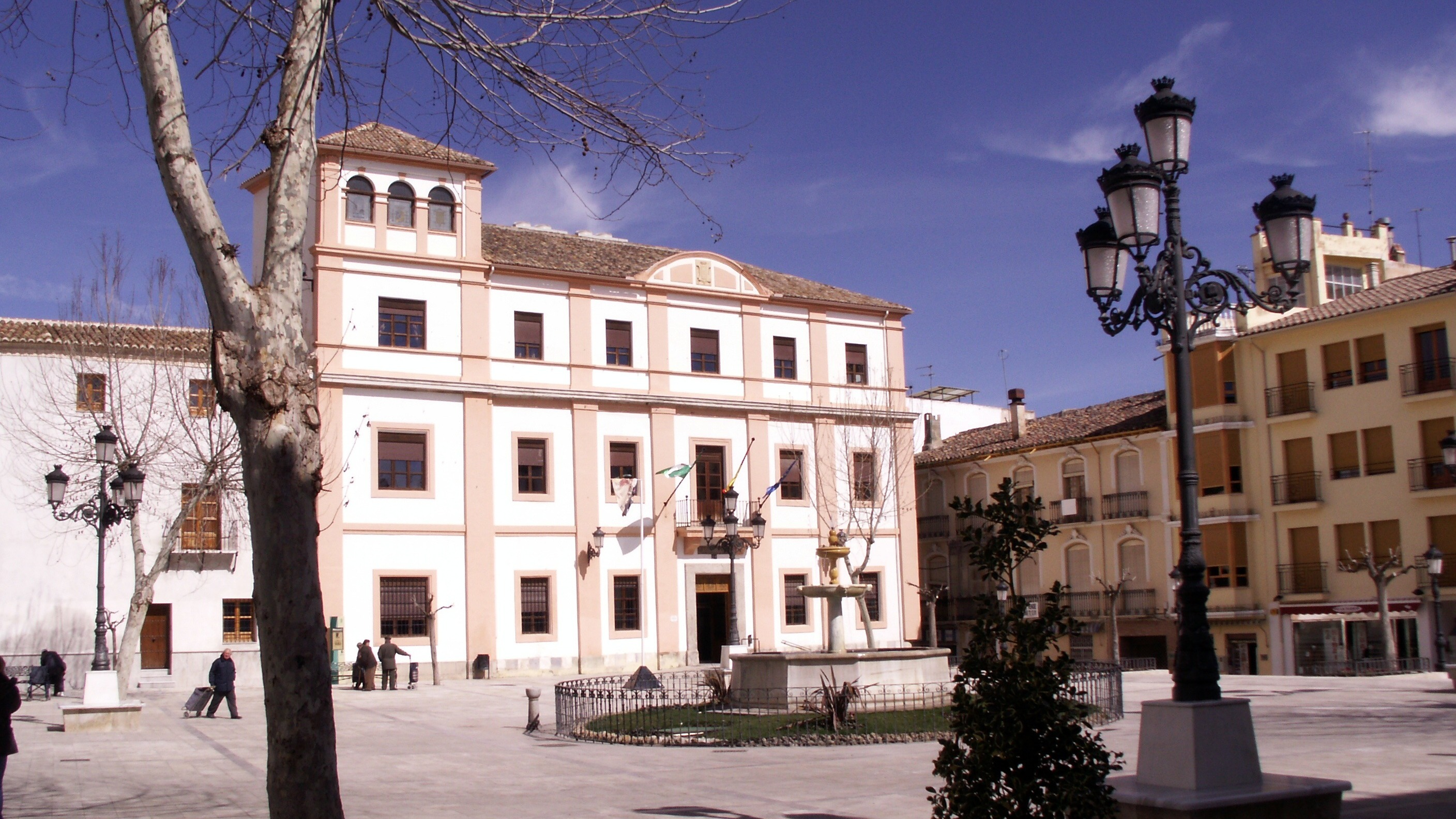
مبنى البلدية في بسطة

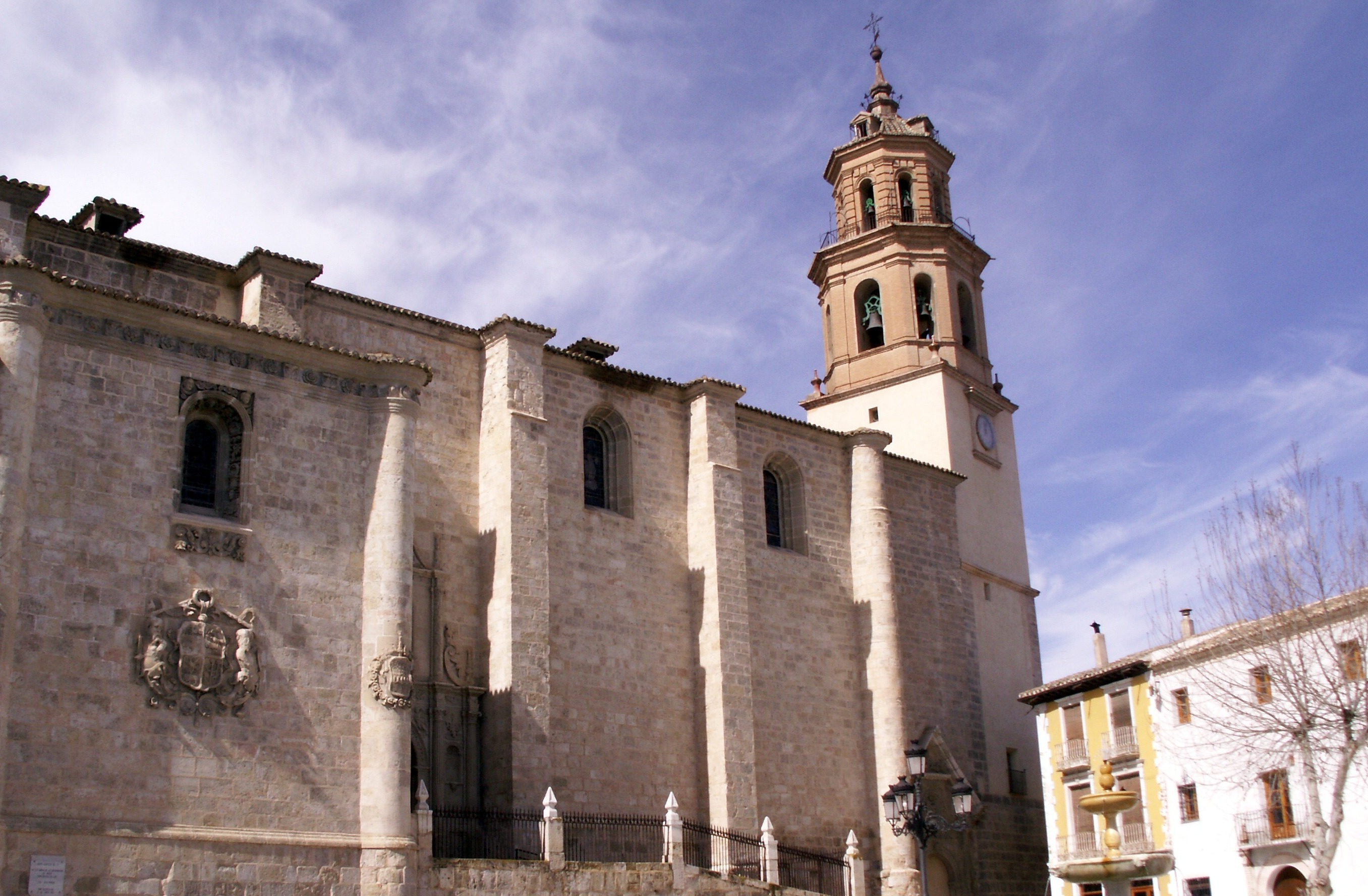
كاتدرائية التجسد المشتركة في بسطة

## أعلام
- جواكيم غاليرا
- أبو الحسن علي القلصادي
- خوسيه دي مورا
- كارلوس رويز